# Deramalo
Deramalo (ou Daramalo) est un woreda du sud de l’Éthiopie situé dans la zone Gamo. 
Ce district a 81 025 habitants en 2007 et fait partie de la région des nations, nationalités et peuples du Sud jusqu'au transfert de la zone dans la région Éthiopie du Sud en août 2023.
Deramalo reprend la partie ouest de l'ancien Dita Dermalo, son centre administratif est Wacha. 
Wacha se trouve une trentaine de kilomètres au sud-ouest de Selam Ber, vers 1 150 m d'altitude,.
Deramalo s'étend vers l'ouest jusqu'à la zone Gofa.
|       | Kucha    |       |
| Zala  | Deramalo | Dita  |
| Kemba |          | Bonke |

Le recensement national de 2007 y fait état de 81 025 habitants dont 4 % de citadins qui sont les 3 220 habitants de Wacha.
Près de la moitié des habitants du district (46 %) sont protestants, 33 % sont orthodoxes et 17 % sont de religions traditionnelles africaines.
En 2022, la population de Deramalo est estimée à 109 842 personnes avec une densité de population de 303 personnes par km2 et 362 km2 de superficie.